# Вальбірс
Вальбірс (фр. Valbirse) — громада  в Швейцарії в кантоні Берн, адміністративний округ Бернська Юра.

## Географія
Громада розташована на відстані близько 35 км на північ від Берна.
Вальбірс має площу 18,7 км², з яких на 9,7% дозволяється будівництво (житлове та будівництво доріг), 45,4% використовуються в сільськогосподарських цілях, 44,7% зайнято лісами, 0,2% не є продуктивними (річки, льодовики або гори).

## Демографія
2019 року в громаді мешкало 4012 осіб (+3,9% порівняно з 2010 роком), іноземців було 20,6%. Густота населення становила 215 осіб/км².
За віковим діапазоном населення розподілялося таким чином: 19,9% — особи молодші 20 років, 58% — особи у віці 20—64 років, 22,1% — особи у віці 65 років та старші. Було 1798 помешкань (у середньому 2,2 особи в помешканні).
Із загальної кількості 1642 працюючих 67 було зайнятих в первинному секторі, 785 — в обробній промисловості, 790 — в галузі послуг.